# 沮渠兴国
沮渠兴国（？—431年），临松（今甘肃省张掖南）卢水胡人。十六國北凉將領。沮渠蒙逊子。
玄始十二年（423年），立为世子。十五年（426年），派人到刘宋请求《周易》和《搜神记》。承玄二年（429年）攻打西秦，兵败被擒，乞伏暮末以他为散骑常侍，娶平昌公主，与乞伏轲殊罗计划谋反暮末，没有成功。次年，暮末属下郭恒再要劫持他叛乱。义和元年（431年），投降夏国赫连定，夏国灭亡於吐谷浑，沮渠兴国被杀。